# ブラックキャビア
ブラックキャビア（Black Caviar、2006年8月18日 - 2024年8月17日）は、オーストラリアの競走馬・繁殖牝馬。
G1競走15勝を含めた、オーストラリアの競馬の連勝記録を無敗で達成している。主な勝ち鞍は2010年・2011年のパティナックファームクラシック連覇、2011年 - 2013年のライトニングステークス（ブラックキャビアライトニング）3連覇、2011年のニューマーケットハンデキャップ、BTCカップ、2011年・2013年のウィリアムリードステークス、TJスミスステークス、2012年のC.F.オーアステークス、ザ・グッドウッド、ダイアモンドジュビリーステークス。

## 経歴

### 2010-2011年シーズン（4歳）まで
1歳時にメルボルンプレミアセールで21万オーストラリアドルで落札される。
2歳4月にデビューすると、先行して早めに抜け出し、後続に決定的な着差をつけて勝つ、強い内容の競馬で連勝を重ねる。最後まで追われる接戦となったのは重賞初挑戦だったデインヒルステークスのみであった。
G1初挑戦となったパティナックファームクラシックは4馬身差のレースレコードで勝利して8連勝。
国内無敗連勝記録に並ぶレースとして注目されたライトニングステークスも勝利して連勝記録に並んだ。このレースではそれまで15戦12勝を挙げていたヘイリストも出走していた。しかしブラックキャビアは直線入り口で早くもヘイリストをかわし全く追われることなく後続に大差を付けると、最後は手綱を緩める程の余裕を見せ楽勝した。
続くニューマーケットハンデキャップでは、58kgのトップハンデながらも、いつもと変わらぬ先行抜け出しでレースレコード勝利を挙げた。
ウィリアム・レイドステークスでは中団からの競馬となったが、残り200メートルで先頭に立って全く危なげなく勝利した。
TJスミスステークスはこれまでメルボルン地区のみでの出走だったブラックキャビアにとって初の遠征、初の右回りコースであった。3番手追走から残り100メートルで抜け出してレースレコードで勝利した。
続くBTCカップでは3番手から残り200メートルで先頭に立ち、後続に2馬身差をつけて勝利した。
ニューマーケットハンデキャップのパフォーマンスに対しては、後にIFHAが発表した2011年のワールド・サラブレッド・ランキングにおいて、132のレーティングが与えられた。中間発表時点ではスプリンターおよびオーストラリア調教馬として史上初のランキングトップにもなっている。また、タイムフォーム誌も、同レースに対して同国歴代4位の135のレーティングを与えている。

### 2011-2012年シーズン（5歳）
ブラックキャビアはこのシーズンも、わずかに気合を入れられるだけで先行早め抜け出しで完勝する、強いレース内容で連勝を重ねていく。
約5ヶ月の休み明けとなったスキラッチステークスでは4 1/4馬身差をつけて勝利。中1週で出走したシュウェップスステークスでは6馬身差で勝利し、オーストラリアの歴史的名馬ファーラップを上回る、15連勝を達成した。同じく中1週のパティナックファームクラシックを連覇し16連勝する。
約2カ月を置いての2012年初戦となったオーストラリアステークスを勝利し17連勝。中1週で出走したCFオーアステークスは初の1400m戦も危なげなく勝って18連勝を達成。連闘となったライトニングステークスでは残り200mをきっても突き放せず、ひさびさにムチを入れられて全力で追われる展開となったが、最後は振りきってこのレースを連覇。オーストラリアの主要地区での連勝記録タイとなる19連勝を達成した。その後は3連闘でフューチュリティステークス、初の海外遠征となるドバイゴールデンシャヒーンなどへの出走が検討されていたが、過密スケジュールや予定されているイギリス遠征も含めると長期遠征となることなどを理由に出走を回避。今シーズンの最大目標であるダイヤモンドジュビリーステークスへの遠征に照準を合わせるため、短期放牧でひと息入れられることになった。その後4月のロバートサングスターステークスを勝利し20連勝、5月のグッドウッドハンデキャップを勝利し21連勝を達成した。
6月23日、初の海外遠征となるイギリス・ロイヤルアスコット開催のダイヤモンドジュビリーステークスに出走。3番手から早目に抜け出し、追撃するムーンライトクラウド（Moonlight Cloud）を頭差で振り切り無傷の22連勝（マイナー地区を含めたオーストラリア最多連勝タイ記録）を達成した。
この年もワールドサラブレッドランキングにおいて高い評価を獲得した。ブラックキャビアはライトニングステークスでヘイリストに勝利したことが130ポンドに格付けされ世界ランキング3位タイとなった。

### 2012-2013年シーズン（6歳）
前走から約8ヶ月の休みを挟み、この年から自身の名を冠したブラックキャビアライトニング（旧ライトニングステークス）へ出走し優勝。連勝を23に伸ばした。
3月にはウィリアム・レイドステークスに出走、4コーナー前で抜け出すと、騎手が追うこともなく持ったままで24連勝を達成。4月にはTJスミスステークスへ出走し優勝、25連勝となった。このレースを最後に現役を引退、繁殖牝馬となった。
また、ブラックキャビアライトニングとTJスミスステークスのレーティングはいずれも130となり、この年の10月に凱旋門賞を圧勝したトレヴと並ぶ評価を獲得した。これによりオーストラリア調教馬史上初の世界ランキング年間1位を獲得した。

### 死去
18歳の誕生日の前日の2024年8月17日、出産後に蹄葉炎が悪化し安楽死の処置が取られた。17歳没。その時に出産した最後の産駒も生後1日で亡くなった。

## 競走成績
| 出走日     | 競馬場           | 競走名                           | 格 | 頭数 | 枠順 | 人気 | 距離    | 馬場 | 着順 | 騎手       | 斤量 | タイム  | 着差    | 1着（2着）馬         |
| ---------- | ---------------- | -------------------------------- | -- | ---- | ---- | ---- | ------- | ---- | ---- | ---------- | ---- | ------- | ------- | -------------------- |
| 2009.04.18 | フレミントン     | ハンデキャップ競走               |    | 12   | 10   | 1    | 芝1000m | 稍重 | 1着  | J.ノスク   | 53   | 0:56.63 | 5身     | （Kwassa Kwassa）    |
| 05.02      | コーフィールド   | ブルーサファイアS                |    | 10   | 7    | 1    | 芝1200m | 良   | 1着  | J.ノスク   | 57.5 | 1:09.76 | 6身     | （Demerit）          |
| 08.22      | ムーニーヴァレー | クロケットS                      |    | 5    | 3    | 1    | 芝1200m | 良   | 1着  | L.ノレン   | 56.5 | 1:11.15 | 3 3/4身 | （Miraculous Miss）  |
| 09.05      | フレミントン     | デインヒルS                      | G2 | 9    | 2    | 1    | 芝1200m | 良   | 1着  | L.ノレン   | 54   | 1:09.96 | 3/4身   | （Wanted）           |
| 2010.01.22 | ムーニーヴァレー | オーストラリアS                  | G2 | 5    | 4    | 1    | 芝1200m | 良   | 1着  | L.ノレン   | 53   | 1:10.18 | 2 1/4身 | （Here de Angels）   |
| 10.09      | コーフィールド   | スキラッチS                      | G2 | 8    | 2    | 1    | 芝1000m | 良   | 1着  | L.ノレン   | 56.5 | 0:56.68 | 1 1/4身 | （Winter King）      |
| 10.23      | ムーニーヴァレー | シュウェップスS                  | G2 | 6    | 2    | 1    | 芝1200m | 稍重 | 1着  | L.ノレン   | 56.5 | 1:11.01 | 5 1/2身 | （Hot Danish）       |
| 11.06      | フレミントン     | パティナックファームクラシック   | G1 | 7    | 6    | 1    | 芝1200m | 稍重 | 1着  | B.メルハム | 56.5 | 1:07.96 | 4身     | （Star Witness）     |
| 2011.02.19 | フレミントン     | ライトニングS                    | G1 | 9    | 6    | 1    | 芝1000m | 稍重 | 1着  | L.ノレン   | 56.5 | 0:57.20 | 3 1/4身 | （Hay List）         |
| 03.12      | フレミントン     | ニューマーケットH                | G1 | 11   | 7    | 1    | 芝1200m | 良   | 1着  | L.ノレン   | 58   | 1:07.36 | 3身     | （Crystal Lily）     |
| 03.25      | ムーニーヴァレー | ウィリアム・レイドS              | G1 | 9    | 4    | 1    | 芝1200m | 良   | 1着  | L.ノレン   | 56.5 | 1:10.00 | 1 3/4身 | （Crystal Lily）     |
| 04.09      | ランドウィック   | T.J.スミスS                      | G1 | 11   | 7    | 1    | 芝1200m | 稍重 | 1着  | L.ノレン   | 56.5 | 1:08:71 | 2 3/4身 | （Hay List）         |
| 05.14      | ドゥームベン     | BTCC                             | G1 | 8    | 6    | 1    | 芝1200m | 稍重 | 1着  | L.ノレン   | 56.5 | 1:08:85 | 2身     | （Hay List）         |
| 010.08     | コーフィールド   | スキラッチS                      | G2 | 8    | 6    | 1    | 芝1000m | 良   | 1着  | L.ノレン   | 56.5 | 0:56.73 | 4 1/2身 | （Karuta Queen）     |
| 010.22     | ムーニーヴァレー | シュウェップスS                  | G2 | 4    | 4    | 1    | 芝1200m | 良   | 1着  | L.ノレン   | 56.5 | 1:10.13 | 6身     | （Doubtful Jack）    |
| 011.05     | フレミントン     | パティナックファームクラシック   | G1 | 7    | 4    | 1    | 芝1200m | 良   | 1着  | L.ノレン   | 56.5 | 1:08.32 | 2 3/4身 | （Buffering）        |
| 2012.01.27 | ムーニーバレー   | オーストラリアS                  | G2 | 6    | 1    | 1    | 芝1200m | 良   | 1着  | L.ノレン   | 56.5 | 1:09.44 | 4 1/4身 | （Zedi Knight）      |
| 02.11      | コーフィールド   | CFオーアS                        | G1 | 9    | 5    | 1    | 芝1400m | 稍重 | 1着  | L.ノレン   | 57   | 1:25.14 | 3 1/4身 | （Southern Speed）   |
| 02.18      | フレミントン     | ライトニングS                    | G1 | 9    | 5    | 1    | 芝1000m | 良   | 1着  | L.ノレン   | 56.5 | 0:55.53 | 1 3/4身 | （Hay List）         |
| 04.28      | モーフェットビル | ロバートサングスターS            | G1 | 10   | 1    | 1    | 芝1200m | 良   | 1着  | L.ノレン   | 56.5 | 1:10.65 | 4身     | （Sistine Angel）    |
| 05.12      | モーフェットビル | グッドウッドH                    | G1 | 9    | 1    | 1    | 芝1200m | 良   | 1着  | L.ノレン   | 57   | 1:10.32 | 1 3/4身 | （We're Gonna Rock） |
| 06.23      | アスコット       | ダイヤモンドジュビリーステークス | G1 | 9    | 5    | 1    | 芝1200m | 良   | 1着  | L.ノレン   | 56.5 | 1:14.10 | 頭差    | （Moonlight Cloud）  |
| 2013.02.16 | フレミントン     | ブラックキャビアライトニング     | G1 | 8    | 6    | 1    | 芝1000m | 良   | 1着  | L.ノレン   | 56.5 | 0:55.42 | 2 1/2身 | （Moment Of Change） |
| 03.22      | ムーニーヴァレー | ウィリアム・レイドS              | G1 | 7    | 6    | 1    | 芝1200m | 良   | 1着  | L.ノレン   | 56.5 | 1:11.08 | 4身     | （Karuta Queen ）    |
| 04.13      | ランドウィック   | T.J.スミスS                      | G1 | 11   | 1    | 1    | 芝1200m | 良   | 1着  | L.ノレン   | 56.5 | 1:09:65 | 3身     | （Epaulette）        |

※競走名「S」はステークス、「H」はハンデキャップの略。

## 繁殖成績
|       | 馬名              | 誕生年 | 父               | 性 | 厩舎                             | 主な戦績         |
| ----- | ----------------- | ------ | ---------------- | -- | -------------------------------- | ---------------- |
| 初仔  | Oscietra          | 2014   | Exceed And Excel | 牝 | David and B Hayes and T Dabernig | 5戦2勝           |
| 2番仔 | Prince of Caviar  | 2015   | Sebring          | 牡 | Michael, Wayne and John Hawkes   | 6戦1勝（種牡馬） |
| 3番仔 | Out of Caviar     | 2016   | Snitzel          | 牝 |                                  | 未出走           |
| 4番仔 | Ready For Caviar  | 2017   | More Than Ready  | 牝 | T Dabernig and B Hayes           | 2戦0勝           |
| 5番仔 | Invincible Caviar | 2018   | I Am Invincible  | 牝 | Peter G Moody                    | 1戦1勝           |
| 6番仔 | I Am Caviar       | 2019   | I Am Invincible  |    |                                  | デビュー前       |

- 2021年10月22日現在

## 血統表
| ブラックキャビアの血統（ニジンスキー系 / Vain3×4=18.75%、Northern Dancer4×5=9.38%） | ブラックキャビアの血統（ニジンスキー系 / Vain3×4=18.75%、Northern Dancer4×5=9.38%） | ブラックキャビアの血統（ニジンスキー系 / Vain3×4=18.75%、Northern Dancer4×5=9.38%） | （血統表の出典）   | （血統表の出典） |
| 父 Bel Esprit 1999 鹿毛 オーストラリア                                              | 父の父ロイヤルアカデミー Royal Academy II 1987 鹿毛 アメリカ                        | Nijinsky II                                                                         | Northern Dancer    | Northern Dancer  |
| 父 Bel Esprit 1999 鹿毛 オーストラリア                                              | 父の父ロイヤルアカデミー Royal Academy II 1987 鹿毛 アメリカ                        | Nijinsky II                                                                         | Flaming Page       |                  |
| 父 Bel Esprit 1999 鹿毛 オーストラリア                                              | 父の父ロイヤルアカデミー Royal Academy II 1987 鹿毛 アメリカ                        | Crimson Saint                                                                       | Crimson Satan      | Crimson Satan    |
| 父 Bel Esprit 1999 鹿毛 オーストラリア                                              | 父の父ロイヤルアカデミー Royal Academy II 1987 鹿毛 アメリカ                        | Crimson Saint                                                                       | Bolero Rose        |                  |
| 父 Bel Esprit 1999 鹿毛 オーストラリア                                              | 父の母Bespoken 1990 青鹿毛 オーストラリア                                           | Vain                                                                                | Wilkes             | Wilkes           |
| 父 Bel Esprit 1999 鹿毛 オーストラリア                                              | 父の母Bespoken 1990 青鹿毛 オーストラリア                                           | Vain                                                                                | Elated             |                  |
| 父 Bel Esprit 1999 鹿毛 オーストラリア                                              | 父の母Bespoken 1990 青鹿毛 オーストラリア                                           | Vin d'Amour                                                                         | Adios              | Adios            |
| 父 Bel Esprit 1999 鹿毛 オーストラリア                                              | 父の母Bespoken 1990 青鹿毛 オーストラリア                                           | Vin d'Amour                                                                         | Gliteren           |                  |
| 母 Helsinge 2001 鹿毛 オーストラリア                                                | 母の父Desert Sun 1988 鹿毛 イギリス                                                 | Green Desert                                                                        | Danzig             | Danzig           |
| 母 Helsinge 2001 鹿毛 オーストラリア                                                | 母の父Desert Sun 1988 鹿毛 イギリス                                                 | Green Desert                                                                        | Foreign Courier    |                  |
| 母 Helsinge 2001 鹿毛 オーストラリア                                                | 母の父Desert Sun 1988 鹿毛 イギリス                                                 | Solar                                                                               | Hotfoot            | Hotfoot          |
| 母 Helsinge 2001 鹿毛 オーストラリア                                                | 母の父Desert Sun 1988 鹿毛 イギリス                                                 | Solar                                                                               | L'Anguissola       |                  |
| 母 Helsinge 2001 鹿毛 オーストラリア                                                | 母の母Scandinavia 1994 栗毛 オーストラリア                                          | Snippets                                                                            | Lunchtime          | Lunchtime        |
| 母 Helsinge 2001 鹿毛 オーストラリア                                                | 母の母Scandinavia 1994 栗毛 オーストラリア                                          | Snippets                                                                            | Easy Date          |                  |
| 母 Helsinge 2001 鹿毛 オーストラリア                                                | 母の母Scandinavia 1994 栗毛 オーストラリア                                          | Song of Norway                                                                      | Vain               | Vain             |
| 母 Helsinge 2001 鹿毛 オーストラリア                                                | 母の母Scandinavia 1994 栗毛 オーストラリア                                          | Song of Norway                                                                      | Love Song F-No.1-o |                  |

- 父のBel Espritはブルーダイヤモンドステークス、ドゥームベン10000（ともに豪G1）の勝ち馬。本馬の他にもロバートサングスターステークス（豪G1）勝ち馬のBel Merなどを出している。
- 半弟のAll Too Hard（2009年生まれ、父Casino Prince）はコーフィールドギニー（豪G1）などG1を4勝。
- 母は未出走だが、その半弟のMagnusはザギャラクシー（豪G1）など重賞2勝している。
- 祖母のScandinaviaはQTCカップ（豪G2）など重賞2勝。
- 3×4でクロスしているVainはオーストラリアの歴史的名スプリンターで通算14戦12勝2着2回。1969/1970年シーズン年度代表馬、1983/1984年シーズンリーディングサイアーを獲得し、同国の殿堂馬となった。